# Centre Aquàtic Nacional de Pequín
El Centre Aquàtic Nacional és un pavelló esportiu a Beijing (Xina) on es van celebrar les competicions de natació, natació sincronitzada i salts dels Jocs Olímpics d'Estiu de 2008 i també se celebrarà la competició de cúrling dels Jocs Olímpics d'Hivern de 2022. Pel seu disseny s'assembla a un enorme cub de gel, per la qual cosa és conegut com a Cub d'aigua, o abreujat [H₂O]3.
Està situat en el Parc Olímpic, districte de Chaoyang, al nord de la capital xinesa, a pocs metres de l'Estadi Nacional.

## Arquitectura
El Water Cube va ser dissenyat per la firma d'arquitectes PTW Architects australiana, CSCEC International Design & Arup amb Structural Engineers Arup que es van encarregar de l'estructura. L'estructura va ser construïda per CSCEC (China State Construction Engineering Corporation). Comprenent un marc espacial d'acer, aquesta és la major estructura ETFE recoberta del món amb més de 100.000 m² de coixins ETFE que només tenen un grossor de vuit per mil de polzada en total, el revestiment ETFE permet més entrada de llum i major calor que el cristall tradicional, causant una disminució del 30% en despeses d'energia.

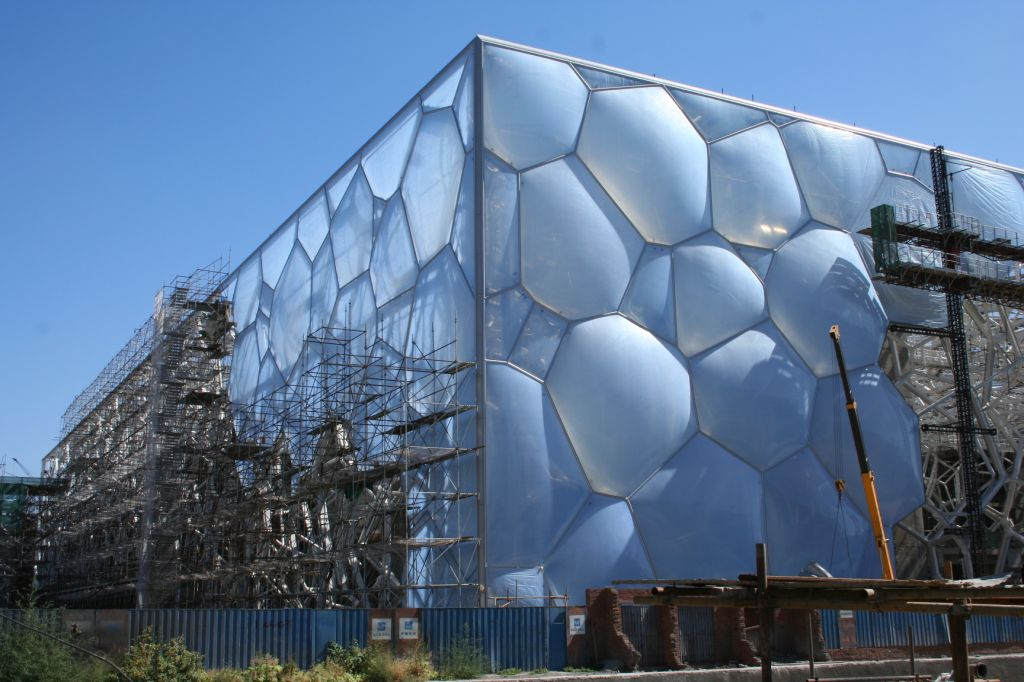
El Cub d'aigua en construcció.